# Hanno Krause
Hanno Krause (* 19. Januar 1964 in Warin) war von 2012 bis 2023 hauptamtlicher Bürgermeister der Stadt Kaltenkirchen in Schleswig-Holstein. Von 2004 bis 2023 war er Mitglied der CDU.

## Leben
Hanno Krause stammt aus Warin, einer Kleinstadt in der Nähe von Wismar in Mecklenburg-Vorpommern. Er besuchte das Kommunale Studieninstitut Mecklenburg-Vorpommern in Schwerin, das er als Verwaltungsfachwirt abschloss. Von 1985 bis 1990 studierte er Agrarwissenschaften an der Universität Rostock mit dem Abschluss Diplom-Agraringenieur, im Anschluss studierte er Betriebswirtschaftslehre.
Von 1991 bis 2000 war Hanno Krause Leiter der Hauptverwaltung und des Ordnungsamtes von Brüel, von 2000 bis 2004 Leiter der Verwaltung des Amtes Franzburg-Richtenberg. Nach Schleswig-Holstein wechselnd war er ab 2004 Fachbereichsleiter in Ahrensburg. Seit 2012 wohnt er in Kaltenkirchen.
Er ist geschieden und Vater eines leiblichen Kindes.

## Bürgermeisteramt
Im August 2011 nominierte ihn die CDU Kaltenkirchen als Bürgermeisterkandidaten für die Wahl im November 2011, die nach der vorzeitigen Abwahl des SPD-Bürgermeisters Stefan Sünwoldt notwendig geworden war. Den ersten Wahlgang gewann Krause mit 42,8 Prozent der gültigen Stimmen. In der Stichwahl konnte er sich mit 83,7 Prozent der gültigen Stimmen durchsetzen. Er trat sein Amt am 1. Januar 2012 an. Bei der Bürgermeisterwahl am 7. Mai 2017 wurde er mit 88,6 Prozent der gültigen Stimmen im Amt bestätigt. Im Frühjahr 2023 gab Krause bekannt nicht erneut für das Bürgermeisteramt kandidieren zu wollen. Er schied zum 31. Dezember 2023 aus dem Bürgermeisteramt der Stadt Kaltenkirchen aus. Sein Nachfolger wurde Stefan Bohlen (CDU).
Im Städteverband Schleswig-Holstein war er in der Wahlperiode 2013 bis 2018 Mitglied im Ausschuss für Wirtschaft und Finanzen. Für die Wahlperiode 2018 bis 2023 war er Mitglied des Vorstandes des Städtebundes Schleswig-Holstein. Er war zudem  Vorstandsmitglied des Kommunalen Arbeitgeberverbandes Schleswig-Holstein.